# أنبال (إزار)
أنبال (بالفرنسية: Ambel) هي بلدية في إقليم إزار بمنطقة أفيرن–رون ألب في جنوب شرق فرنسا.

## تعداد السكان
يُعرف سكان البلدية باسم "Ambellons" أو "Ambellonnes" باللغة الفرنسية.